# Teracotona approximans
Teracotona approximans is een vlinder uit de familie spinneruilen (Erebidae), onderfamilie beervlinders (Arctiinae). De wetenschappelijke naam van de soort is voor het eerst geldig gepubliceerd in 1917 door Rothschild.
Deze nachtvlinder komt voor in tropisch Afrika.